# 스마랄린드
스마랄린드(아이슬란드어: Smáralind)는 아이슬란드 코파보귀르에 위치한 쇼핑센터이다. 아이슬란드에서 가장 큰 백화점 중 하나로, 90개 이상의 상점, 레스토랑 등이 있다. BDP가 설계하고 이스타크가 건설한 이 건물은 2001년 10월 10일 GMT 10시 10분에 개장했다.

## 시설
백화점 내에는 H&M, 자라와 같은 해외 브랜드부터 스마라티볼리와 같은 현지 기업까지 다양한 가맹점이 있다. 또한 영화관, 써브웨이, 피자헛, 스바로, T.G.I. 프라이데이스 등 유명한 식당과 카페가 있다.

## 논란
백화점 건물을 공중에서 보았을 때 음경과 비슷한 모양이라는 논란이 있었다.

## 같이 보기
- 스마라토르그 타워
- 크링글란